# Erich Schwärzler

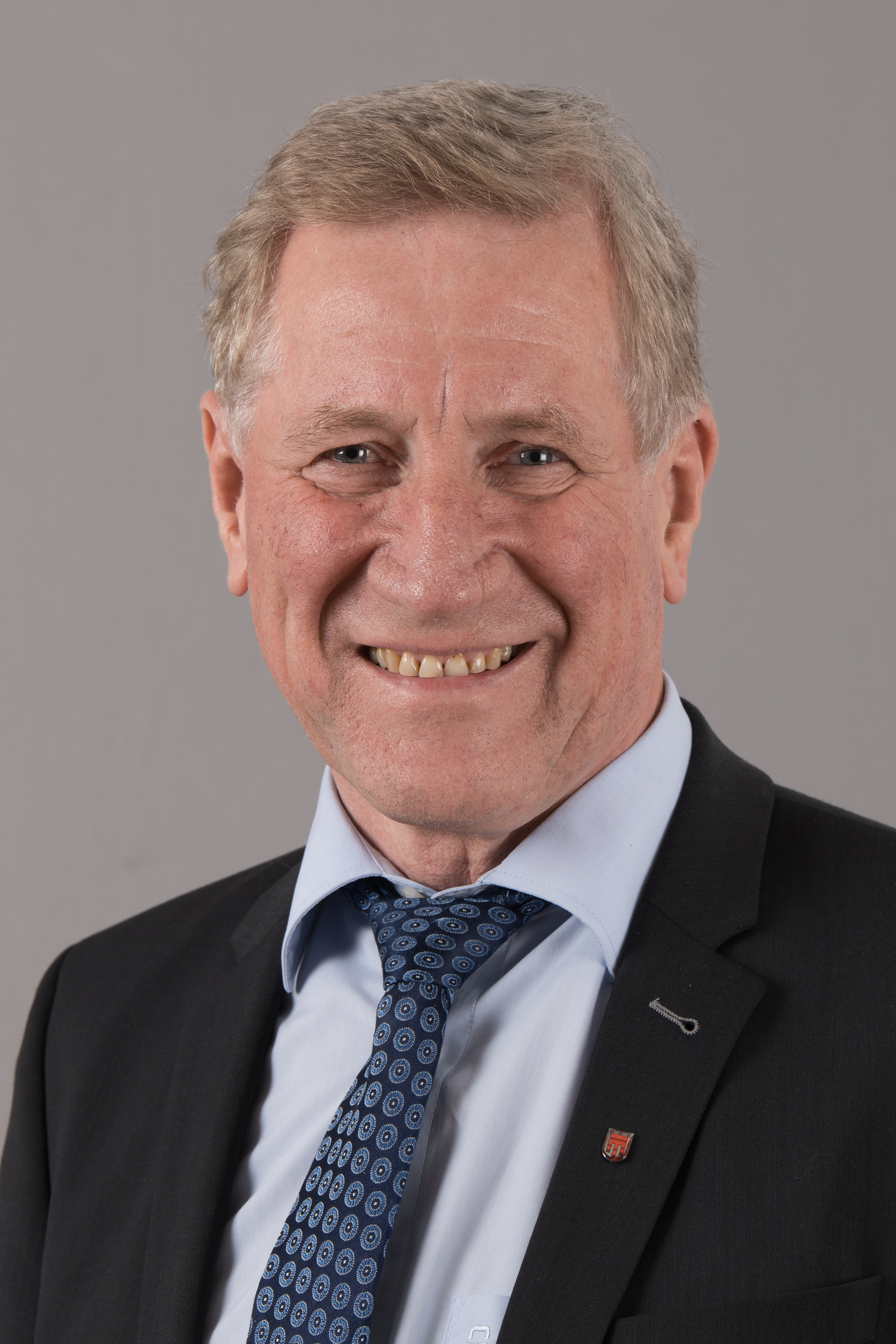
Erich Schwärzler (2017)

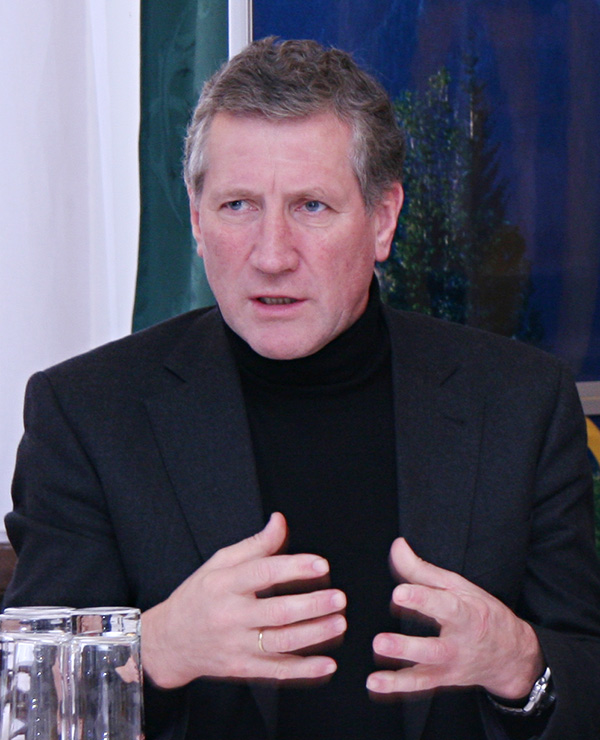
Landesrat Erich Schwärzler bei einer Pressekonferenz im Vorfeld der Weltgymnaestrada 2007.

Erich Schwärzler (* 20. März 1953 in Lingenau) ist ein ehemaliger österreichischer Politiker (ÖVP) aus Vorarlberg. Schwärzler war von 1993 bis 2018 Landesrat in der Vorarlberger Landesregierung. Von 1988 bis 1993 war er auch Abgeordneter zum Österreichischen Nationalrat.

## Ausbildung
Schwärzler besuchte zunächst die landwirtschaftliche Fachschule, wo er auch die Facharbeiterprüfung ablegte. Anschließend wechselte er 1976 an die Höhere Bundeslehranstalt für Landwirtschaft in Raumberg, wo er 1980 mit der Matura abschloss. Danach besuchte er von 1980 bis 1981 das Bundesseminar für landwirtschaftliches Bildungswesen und legte schließlich 1983 die Lehramtsprüfung für Landwirtschaftliche Fachausbildung ab. Anschließend wurde er Mitarbeiter der Landwirtschaftskammer Vorarlberg.

## Politische Karriere
Von 1985 bis 1995 war Schwärzler zehn Jahre lang als Vizebürgermeister der Gemeinde Lingenau tätig. Während der Zeit von 1988 bis 1993 war er zusätzlich für die ÖVP Abgeordneter zum österreichischen Nationalrat. Seit 1985 ist er Vorstand der Regionalplanungsgemeinschaft Bregenzerwald und seit 1993 als Landesrat für Landwirtschaft, Forstwesen, Wasserwirtschaft, Energie und Sicherheit Mitglied der Vorarlberger Landesregierung. Daneben war er bis zu seinem Ausscheiden 2015 Gemeindevertreter in Lingenau. Am 3. April 2018 gab er wegen eines Krankheitsfalls in seiner Familie den Rücktritt von allen politischen Funktionen nach 25 Jahren als Regierungsmitglied bekannt. Sein Nachfolger als Landesrat, Christian Gantner, wurde in der Landtagssitzung am 11. April 2018 gewählt. Nach seinem Ausscheiden aus der Politik betätigt sich Erich Schwärzler, bis 2024 gemeinsam mit Gottfried Feurstein, seit September 2018 als „VN-Ombudsmann“.

## Privatleben
Schwärzler ist als Landwirt und landwirtschaftlicher Berater tätig und besitzt einen Ingenieurstitel für Landwirtschaftliche Facharbeit. Er ist verheiratet, Vater von drei Töchtern und einem Sohn und wohnt in Lingenau.